# Agriades alexis
Agriades alexis är en fjärilsart som beskrevs av Giovanni Antonio Scopoli 1763. Agriades alexis ingår i släktet Agriades och familjen juvelvingar. Inga underarter finns listade i Catalogue of Life.